# A Szombathelyi Haladás nemzetközi kupamérkőzései
A Szombathelyi Haladás nemzetközi kupamérkőzései során három európai kupasorozatban szerepelt. Elsőként a Kupagyőztesek Európa-kupájában szerepelt, az 1975/76-os idényben. Itt a második fordulóig jutottak. Ezután több mint tíz évet kellett várni az újabb nemzetközi mérkőzésre Szombathelyen. 1988-ban, az Intertotó-kupában indulhattak el, ahol később nem sikerült a csoportkörből való továbbjutás. A harmadik, és egyben utolsó európai kupaszereplésük, 2009. nyarán volt, amikor is a KEK utódjában, az Európa-ligában indulhattak, de a selejtezőkörből nem sikerült bejutniuk a csoportkörbe.

## 1975–1976-os kupagyőztesek Európa-kupája
Története során először az 1975–1976-os szezonban szerzett indulási jogot az európai kupasorozatokban. A KEK-ben Magyar Kupa ezüstérmesként indulhatott el. Eredetileg csak a győztes indulhatott volna, de mivel az Újpesti Dózsa megnyerte a bajnokságot is, így ők a BEK-ben indulhattak el. Az első fordulóban a Valletta volt a Haladás ellenfele. Az odavágót Szombathelyen, 7–0-ra nyerte meg a magyar csapat, úgy, hogy a második félidőben értek el hat gólt, miután a félidői eredmény 1–0 volt. A visszavágóra szeptember 30-án került sor, de már tét nélkülinek számított. A csapatok 1–1-et játszottak, így a Haladás 8–1-es összesítéssel jutott tovább az első fordulón.
A második fordulóban, az osztrák Sturm Grazon kellett volna túljutniuk. Az első mérkőzést Ausztriában játszották, és a Haladás 2–0-s vereséget szenvedett, így tehát lehetett reménykedni a továbbjutásban. A magyarországi meccsre, tizenhatezer néző ment ki, és buzdította a Haladást. A csapat meg is szerezte a második félidő elején a vezetést, így az utolsó pillanatig nyílt volt a továbbjutás kérdése, azonban a kilencvenedik percben gólt rúgott a Sturm, így a Haladás kiesett.

### 1. Forduló
1. mérkőzés
| 1975. szeptember 17. | Haladás                                                        | 7 – 0                 | Valletta | Rohonci út, Szombathely Nézőszám: 18 000 |
| 1975. szeptember 17. | Fedor 3' 46' Horváth 49' 87' Király 68' Farkas 74' Halmosi 81' | (1 – 0) (Jegyzőkönyv) |          | Rohonci út, Szombathely Nézőszám: 18 000 |

2. mérkőzés
| 1975. szeptember 30. | Valletta | 1 – 1                 | Haladás    | Gżira Nézőszám: 3 000 |
| 1975. szeptember 30. | Toni 75' | (0 – 1) (Jegyzőkönyv) | Kereki 22' | Gżira Nézőszám: 3 000 |

### 2. Forduló
1. mérkőzés
| 1975. október 22. | Sturm Graz                      | 2 – 0                 | Haladás | Graz Nézőszám: 10 000 |
| 1975. október 22. | Kurt 55' Manfred 67' (11-esből) | (0 – 0) (Jegyzőkönyv) |         | Graz Nézőszám: 10 000 |

2. mérkőzés
| 1975. november 5. | Haladás     | 1 – 1                 | Sturm Graz | Rohonci út, Szombathely Nézőszám: 16 000 |
| 1975. november 5. | Horváth 51' | (0 – 0) (Jegyzőkönyv) | Gernot 90' | Rohonci út, Szombathely Nézőszám: 16 000 |

## 1988-as Intertotó-kupa
1988-ban, a Haladás tizenkét év után szerepelhetett újra a nemzetközi kupaporondon. Ekkor az Intertotó-kupa csoportkörében szerepelhetett. A kupát nem az UEFA rendezésében tartották. A csapat az ötödik csoportba kapott besorolást, a svájci Young Boys, a csehszlovák DAC Dunajská Streda, és a svéd Norrköping mellé. A kupában még további három magyar csapat szerepelt, az MTK, a Pécs, és a Tatabánya. Kvalifikáció nélkül, rögtön a csoportkörrel kezdődött a kupa, hiszen annak sorsáról is csak a csoportkör döntött, annak győztesei nyerték el a kupát. A Haladás egy győzelemmel, két döntetlennel, és három vereséggel fejezte be a sorozatot, a csoport utolsó helyén.

### Csoportkör
| 1988. június 26. | Norrköping | 2 – 2 | Haladás |  |
| 1988. június 26. | (0 – 0)    |       |         |  |

| 1988. június 29. | Haladás                                  | 3 – 1   | Young Boys  | Rohonci út, Szombathely Nézőszám: 2 000 Játékvezető: Molnár |
| 1988. június 29. | Illés 43' (11-esből) Elekes 51' Nagy 89' | (1 – 1) | Baumann 13' | Rohonci út, Szombathely Nézőszám: 2 000 Játékvezető: Molnár |

| 1988. július 3. | DAC Dunajská Streda | 3 – 0 | Haladás |  |
| 1988. július 3. |                     |       |         |  |

| 1988. július 6. | Haladás   | 1 – 2   | Norrköping     | Rohonci út, Szombathely Nézőszám: 2 000 Játékvezető: Hartmann |
| 1988. július 6. | Vörös 14' | (1 – 1) | Djordic 6' 65' | Rohonci út, Szombathely Nézőszám: 2 000 Játékvezető: Hartmann |

| 1988. július 9. 17:00 | Haladás | 0 – 0 | DAC Dunajská Streda | Rohonci út, Szombathely Nézőszám: 2 000 Játékvezető: Nagy |
| 1988. július 9. 17:00 |         |       |                     | Rohonci út, Szombathely Nézőszám: 2 000 Játékvezető: Nagy |

| 1988. július 13. | Young Boys | 4 – 0 | Haladás |  |
| 1988. július 13. | (1 – 0)    |       |         |  |

| Csapat              | M | Gy | D | V | Lg | Kg | Gk | P |
| ------------------- | - | -- | - | - | -- | -- | -- | - |
| Young Boys          | 6 | 4  | 0 | 2 | 16 | 9  | +7 | 8 |
| DAC Dunajská Streda | 6 | 3  | 1 | 2 | 12 | 8  | +4 | 7 |
| Norrköping          | 6 | 2  | 1 | 3 | 8  | 13 | -5 | 5 |
| Haladás             | 6 | 1  | 2 | 3 | 6  | 12 | -6 | 4 |

|                     | YGB   | DAC   | NOR   | HAL   |
| ------------------- | ----- | ----- | ----- | ----- |
| Young Boys          |       | 5 – 1 | 3 – 2 | 4 – 0 |
| DAC Dunajská Streda | 3 – 1 |       | 5 – 1 | 3 – 0 |
| Norrköping          | 0 – 2 | 1 – 0 |       | 2 – 2 |
| Haladás             | 3 – 1 | 0 – 0 | 1 – 2 |       |

## 2009–2010-es Európa-liga
A Haladás, 2009-ben, több mint 20 év után jutott újra ki a nemzetközi porondra. Ez úgy sikerülhetett, hogy újoncként, harmadikként végeztek a bajnokságban. Az első fordulóban, a kazah Jertisz Pavlodarral kellett megküzdeni a továbbjutásért. Hazai pályán, a hetvenkilencedik percben, Kenesei Krisztián talált be szabadrúgásból, beállítva ezzel a meccs végeredményét. Idegenben, elég hamar vezetést szereztek a kazahok, de ezt Kuttor Attila még kiegyenlítette. Később megint gólt lőtt a Jertisz, így 2–1 volt a félidőben, ami végül a végeredmény is lett. Ezzel az eredménnyel továbbjutott a Haladás, idegenben lőtt több góllal.
Következett a második selejtezőkör, ahol a svéd Elfsborg volt a Haladás ellenfele. A svédországi meccsen, az első félidőben remekül tartotta a lépést a Haladás, hiszen 0–0 volt az állás a fordulás előtt. A második félidő közepén megszerezték a svédek a vezetést, majd a meccs hajrájában még kétszer betaláltak, így nagyjából eldőlt a továbbjutás kérdése. A visszavágón egy békés meccsen, 0–0 lett a végeredmény, így a Haladás 3–0-s összesítéssel búcsúzott az Európa-liga további küzdelmeitől.

### 1. Selejtezőkör
1. mérkőzés
| 2009. július 2. | Haladás     | 1 – 0                 | Jertisz Pavlodar | Rohonci út, Szombathely Nézőszám: 4 000 |
| 2009. július 2. | Kenesei 79' | (0 – 0) (Jegyzőkönyv) |                  | Rohonci út, Szombathely Nézőszám: 4 000 |

2. mérkőzés
| 2009. július 9. | Jertisz Pavlodar | 2 – 1                 | Haladás    | Karaganda Nézőszám: 8 000 |
| 2009. július 9. | Yurin 19' 34'    | (2 – 1) (Jegyzőkönyv) | Kuttor 23' | Karaganda Nézőszám: 8 000 |

### 2. Selejtezőkör
1. mérkőzés
| 2009. július 16. | Elfsborg                            | 3 – 0                 | Haladás | Borås Nézőszám: 3 187 |
| 2009. július 16. | Svensson 61' Ishizaki 82' Avdić 90' | (0 – 0) (Jegyzőkönyv) |         | Borås Nézőszám: 3 187 |

2. mérkőzés
| 2009. július 23. | Haladás               | 0 – 0 | Elfsborg | Rohonci út, Szombathely Nézőszám: 2 000 |
| 2009. július 23. | (0 – 0) (Jegyzőkönyv) |       |          | Rohonci út, Szombathely Nézőszám: 2 000 |

## Lásd még
- Szombathelyi Haladás

## Külső hivatkozások
- A Szombathelyi Haladás nemzetközi kupamérkőzései a magyarfutball.hu-n (magyarul)
- A Szombathelyi Haladás 1975–1976-os nemzetközi kupamérkőzései a footballdatabase.eu-n (angolul)